# Keiretsu

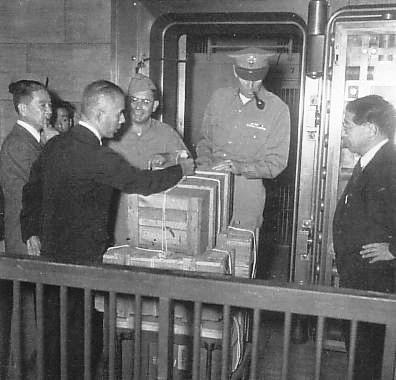
1946, Saisie des biens des familles Zaibatsu.

Keiretsu (系列) ou zaki sont des termes japonais désignant un ensemble d'entreprises, de domaines variés, entretenant entre elles des participations croisées. Avant les années 1950, on parlait de zaibatsu mais ces dernières furent démantelées lors de la période d'occupation du Japon, puisque leurs forts liens avec le militarisme japonais impérial, au sein d'un complexe militaro-industriel, avaient été démontrés.

## Organisation
Les keiretsu sont des conglomérats formés d'une multitude d'entreprises diverses, liées entre elles par des participations croisées, des opérations communes, et des habitudes de concertation. Généralement le groupe comporte une banque (mais pas toujours : le groupe Toyota par exemple en est dépourvu) qui est le centre des liens financiers. Cette banque dispose d'un contrôle important sur les entreprises du keiretsu, agissant comme une entité de surveillance et un prêteur de court terme. Ces groupes disposent de sociétés de commerce, les sōgō shōsha, qui prospectent les marchés mondiaux. Les keiretsu s'appuient sur des réseaux de PME très dynamiques, sous-traitantes et parfois familiales.
Les keiretsu comme Mitsubishi, Mitsui, Sumitomo, Fuyo (en), Sanwa (en), Dai-Ichi Kangyo (en), Nissan, Tōkyū (en), dynamiques et puissantes, forment le fer de lance de l'économie japonaise. Trois de ces keiretsu[Lesquelles ?] produisent 30 % du PNB au Japon[Quand ?].

## Historique
Les keiretsu actuelles sont apparues pendant le miracle économique japonais, période de forte croissance économique. Les forts liens qui lient les entreprises se sont distendus à partir des années 1990, lorsque les principales banques japonaises ont été confrontées aux problèmes de créance douteuse. Les fusions-acquisitions, jusqu'alors très rares, ont commencé à prendre de l'ampleur. Ainsi, les banques Fuji (keiretsu Fuyo) et Dai-Ichi Kangyo ont fusionné avec la Industrial Bank of Japan pour devenir le Mizuho Financial Group, alors que les banques Sumitomo et Sakura (keiretsu Mitsui) ont fusionné pour devenir la Sumitomo Mitsui Financial Group. La banque Mitsubishi, devenue The Bank of Tokyo-Mitsubishi UFJ après une première fusion avec la Bank of Tokyo, a fusionné avec UFJ Holdings, elle-même née de la fusion des banques Sanwa, Tokai, et Toyo Trust and Banking, pour devenir Mitsubishi UFJ Financial Group.

## Recrutement
Les keiretsu pratiquent traditionnellement le recrutement groupé de nouveaux diplômés.

## Organismes similaires
- En Corée du Sud, des conglomérats assez similaires portent le nom de chaebol, et seraient apparus lors de l'occupation de la Corée par le Japon.

## Culture populaire
- Le jeu vidéo Freelancer met en scène deux keiretsu rivales fictives, les Industries Lourdes Samura et les Technologies Kishiro.